# Mircea Ionescu-Quintus
Mircea Ionescu-Quintus (n. 18 martie 1917, Herson, Republica Rusă – d. 15 septembrie 2017, Ploiești, România) a fost un politician român, fost președinte al Partidului Național Liberal între 1993-2001, deputat în legislatura 1990-1992, și senator în legislaturile 1996-2000 și 2004-2008, ales în județul Prahova pe listele partidului PNL. Mircea Ionescu-Quintus a deținut de asemenea funcția de ministru al justiției în guvernul Stolojan, primul guvern pluripartit de după 1989.

## Biografie
Mircea Ionescu-Quintus s-a născut la 18/31 martie 1917, la Herson (Cherson), unde familia sa era refugiată în timpul Primului Război Mondial. Părinții lui sunt Ion G. Ionescu-Quintus și Maria (născută Naumescu).
A absolvit Liceul „Sfinții Petru și Pavel” din Ploiești în 1934. S-a înscris în PNL în 1936, tatăl său fiind ales de nouă ori în Parlamentul României din postura de membru al acestui partid. A fost licențiat „cum laude” al Facultății de Drept a Universității din București în anul 1938 și apoi a profesat ca avocat în capitală, fiind specialist în drept penal și procedură penală.
În perioada celui de-Al Doilea Război Mondial a fost implicat în lupte pe Frontul de Est și pe cel de Vest. După război, Mircea Ionescu-Quintus s-a căsătorit și a fost trimis de regimul comunist în lagăre. În 1954 a fost eliberat din lagăr și a fost racolat de Securitate (în 2002, Curtea de Apel București a decis însă că liberalul nu a făcut poliție politică).
După Revoluția Română din 1989 s-a înscris în PNL și a fost ales deputat în 1990 în primul Parlament postcomunist. A deținut funcția de ministru al justiției în Guvernul Stolojan, primul guvern pluripartit de după 1989. Mircea Ionescu-Quintus a fost senator în legislaturile 1996-2000 și 2004-2008. În cadrul activității sale parlamentare, Mircea Ionescu-Quintus a fost membru în următoarele grupuri parlamentare de prietenie:
- în legislatura 1990-1992: Statul Israel, Republica Elenă, Republica Polonă;
- în legislatura 1996-2000: Ungaria, Republica Federală Germania;
- în legislatura 2000-2004: Republica Populară Chineză.

Mircea Ionescu-Quintus a fost consilier îndrumător de avocați stagiari (1977-1985) și profesor la catedra de Drept Constituțional și Administrativ de la Facultatea de Studii Juridice a Universității de Inventică din Ploiești (1991-1993).
Între 1993 și 2001 a fost președintele Partidul Național Liberal, iar din 2001 și până la moartea sa a fost președinte de onoare al acestui partid.
Mircea Ionescu Quintus a fost și scriitor, membru al Uniunii Scriitorilor, el publicând mai multe volume de epigrame. Este coautor la numeroase culegeri de epigrame editate de Clubul „Cincinat Pavelescu” din București și a avut numeroase colaborări la reviste și publicații precum „Gluma”, „Păcală”, „Mitică”, „Urzica”, „Moftul Român”, „Palatul de Justiție” și „Cronica Română”. Este cetățean de onoare al orașelor Ploiești, Baia Mare și Orșova.
Mircea Ionescu-Quintus a obținut numeroase premii și distincții, precum Premiul „Ștefan Tropcea” – Brăila – în 1989, Diploma Editurii „Românul” pentru activitate parlamentară – în 1990, Diploma de merit a Uniunii Juriștilor din România – în anul 1991, Premiul „Cincinat Pavelescu” al Societății Academice „Titu Maiorescu” – în 1992, Premiul „Cronica Română” pentru activitate politică și Premiul Asociației Umoriștilor Români pentru epigramă – ambele în anul 1993.
A decedat la 15 septembrie 2017, în București.

## Opera literară
- Haz de necaz; prefață de Radu D. Rosetti; 1943
- Cazul Dorin Condrea, 1958;
- Epigrame, [s. l.], 1973
- Epigrame și epitafuri. București, Editura Eminescu, 1976
- Lacrima scoicilor. București, Editura Ion Creangă, 1979
- Mărturie mincinoasă. București, Editura Ion Creangă, 1983
- Citație pentru un necunoscut, roman, București, Editura Eminescu, 1988
- Epigramă, [s. l.], 1990
- Liberal din tată-n fiu. [S. l.], Vitruviu, 1996
- Moara dracilor. București, Editura Ion Creangă, 1999
- Trident Quintus; autori: Ion Ionescu-Quintus, Mircea Ionescu-Quintus, Nelu Ionescu-Quintus, 2001
- Ce-ați făcut în ultimii 5 ani, 2004

## Controverse
Mircea Ionescu-Quintus figurează pe lista foștilor colaboratori ai Securității publicate în Monitorul Oficial de către Consiliul Național pentru Studierea Arhivelor Securității. În urma unui proces intentat CNSAS-ului, Curtea de Apel București a hotărât că Mircea Ionescu Quintus nu a făcut poliție politică.

## Aprecieri și onoruri
În 1942 a fost decorat cu Ordinul Coroana României cu spade și panglici de Virtute Militară.
În 2002, președintele României, Ion Iliescu, i-a conferit lui Mircea Ionescu-Quintus Ordinul național „Steaua României” în rang de cavaler.
Mircea Ionescu-Quintus a primit în aprilie 2009 gradul de general de brigadă în retragere din partea președintelui Traian Băsescu, iar la 15 mai 2017 a fost înaintat la gradul de general-maior cu două stele, în retragere.
La 17 martie 2017 a fost decorat cu Ordinul național „Steaua României”, în grad de ofițer, de către președintele Klaus Iohannis.
Mircea Ionescu-Quintus a fost declarat cetățean de onoare al orașelor Ploiești și Orșova.
A primit, de asemenea, Ordinul portughez „Infante Don Henrique”, în grad de Mare cruce și Ordinul danez „Dannebrog”, în grad de Mare cruce.